# IC 3819
IC 3819 је елиптична галаксија у сазвјежђу Гавран која се налази на листи објеката дубоког неба у Индекс каталогу.
Деклинација објекта је - 14° 22' 48" а ректасцензија 12h 50m 16,3s. Привидна величина (магнитуда) објекта IC 3819 износи 15,4 а фотографска магнитуда 16,4. IC 3819 је још познат и под ознакама NPM1G -14.0474, PGC 925330.